# 天主教承德教区
天主教承德教區（拉丁語：Dioecesis Semteanus）是天主教在中國河北省的範圍內設立的一個教區，其所在教省總教區為北京總教區。

## 歷史
承德教區前身為1946年按聖統制成立的熱河教區。1955年，中國天主教愛國會未獲聖座准許，將河北省承德市及部分地區從熱河教區分出，並成為承德教區。
2010年，郭金才未經聖座准許，由愛國會安排非法自選自聖，並自稱是承德教區主教。其後，郭金才被處以絕罰。
2018年9月22日，中梵就主教任命權達成協議，聖座正式承認承德教區。也成為按聖統制在中國成立的第101個教區。中國共產黨在中國大陸地區建立中華人民共和國後，聖座首個成立的教區。郭金才也獲得赦免，並正式承認他是承德教區正權主教。。

## 統計
2018年，教區有25,000名信徒、12名修女、12個堂區和7名司鐸。

## 歷任主教
- 趙佑民主教（1958年6月22日-1987年）：1958年自選自聖，未獲教宗認可。[4]
- 郭金才主教（2018年-現在）：2010年非法自選自聖，2018年獲赦免確認[5]